# 顓頊暦
顓頊暦（せんぎょくれき）は、中国暦の一つで、秦から前漢の元封6年（紀元前105年）まで使われていた太陰太陽暦の暦法。顓頊は古代の帝王の名。漢に伝わっていたとされる古暦、古六暦の一つ。

## 概要
秦のいつから施行されたかには諸説あり、戦国時代末期から始皇帝による統一（紀元前221年）の間であると考えられている。前漢王朝でも太初の改暦に至るまで102年間、踏襲して使用された。
19年7閏月の章法を採用し、1太陽年を365+1/4（＝365.25）日、1朔望月を29+499/940（≒29.53085）日とする四分暦であった。
また10月を年始とし、閏月を年末である9月の後（後9月）に置く歳末置閏法をとっていた。ただし、10月は10月と呼び、正月と呼んだりしなかった。正月は立春の月であり、二十四節気の起点とした。また正確には始皇帝の諱である政を避諱して端月と呼んでいた。
従来、顓頊暦には不明な点が多かった。例えば『新唐書』暦志には一行の言として「顓頊暦上元甲寅歳正月甲寅晨初合朔立春」と述べ、甲寅歳の正月（夏正では寅月）甲寅の朔日、寅の刻に太陽と月が合朔する年が暦元（基準年）であるとして紀元前366年が暦元であると述べてこの説が長年信じられてきたが、実際の同年の正月甲寅の日の合朔は巳の刻に発生する計算となり、この説は成立しない。
1972年に、山東省臨沂県から出土した銀雀山漢簡によって多くのことが解明された。